# Haw River
Haw River är en kommun (town) i Alamance County i North Carolina i USA. Orten hade 2 298 invånare enligt 2010 års officiella folkräkning.

## Kända personer från Haw River
- Robert W. Scott, politiker